# Billy Liddell
William Beveridge „Billy” Liddell (ur. 10 stycznia 1922 w Dunfermline, zm. 3 lipca 2001 w Liverpoolu) – szkocki piłkarz występujący na pozycji pomocnika, reprezentant kraju. Jedna z legend Liverpoolu.

## Kariera klubowa
Billy do Liverpoolu trafił w wieku zaledwie 17 lat. Jego dobrze zapowiadającą się karierę przystopowała nieco II wojna światowa. W sezonie 1946/47 sięgnął po swój największy sukces jakim było mistrzostwo Anglii. Liddell był największą gwiazdą Liverpoolu lat 50. kibice na jego cześć zmieniali nawet nazwę zespołu na Liddellpool.